# Sinswürden
Sinswürden ist als Bauerschaft ein Ortsteil von Langwarden in der Gemeinde Butjadingen im Landkreis Wesermarsch.

## Geschichte
Die Gründung Sinswürdens ist nicht bekannt, angeblich geht sie auf eine Hofstelle namens Memmenburg zurück, die einem Häuptling namens Hayo gehörte. Dieser habe sich in die Grafschaft Hoya begeben. Wahrscheinlich handelt es sich dabei um eine Sage. Im Jahr 1560 taucht der Ort erstmals schriftlich als „Synswarden“ im Mannzahlregister auf. Zu der Bauerschaft Sinswürden gehörten die Ortschaften Memmenburg, Hutzwarden, Hofwürden und Mundahn. Bei Gutzwarden gab es um 1500 eine Schanze mit militärischer Bedeutung, sie war 1514 noch in Benutzung. Die erste Schule gab es in Sinswürden von 1618 bis 1685, danach besuchten die Kinder die Schule in Seeverns.

### Armenhaus
Graf Anton Günther von Oldenburg stiftete 1659 ein Hospital/Armenhaus für das Amt Ovelgönne. Dieses hatte eine Kapazität von 24 Personen. Im Jahr 1685 wurde es von der dänischen Regierung aufgrund von Überschwemmungen aufgegeben. Der Güterbesitz der Anlage wurde ab 1706 mit dem Kloster Blankenburg vereinigt. Als Ersatz erhielten die Butjadinger im Kloster Blankenburg 24 kostenlose Armenplätze.

### Mundahn
Mundahn wurde 1315 erstmals erwähnt. Es handelt sich dabei um eine Häusergruppe zwischen Eckwarderhörne und Tossens. Ihr Name ist von dem während der Weihnachtsflut 1717 fast untergegangenen Ort Mundahn entlehnt. Dort bestand im Jahr 1629 die erste Nebenschule, diese wurde 1699 mit Großwürden vereint. Der Ort Mundahn wurde 1721 teilweise ausgedeicht, 1786 folgte der Rest. Die 1529 erstmals erwähnte Windmühle von Mundahn ging etwa 1692 unter.

### Verwaltungsgeschichte
Von 1933 bis 1948 war Sinswürden Teil der Gemeinde Burhave. Von 1948 bis 1974 gehörte es zur Gemeinde Langwarden, seitdem wieder zu Butjadingen.

## Demographie
| Jahr | Einwohner |
| ---- | --------- |
| 1815 | 41        |
| 1855 | 146       |
| 1925 | 146       |
| 1950 | 269       |
| 1961 | 142       |
| 1970 | 106       |